# Hans Ubachs
J.G.M.T. (Hans) Ubachs (Heerlen, 25 februari 1961) is een Nederlands politicus en bestuurder. Hij is lid van D66. 

## Biografie
Ubachs studeerde aan de HEAO in Sittard en SPD Bedrijfsadministratie. Van 1984 tot 1990 was hij landelijk voorzitter van de Belangenvereniging SPD (met 3500 leden). Voor zijn wethouderschap had hij betrekkingen als accountmanager bij het Centraal Bureau voor de Statistiek en Leeuwenborgh Contracting.
Ubachs was van 1996 tot 2002 gemeenteraadslid in de voormalige gemeente Onderbanken. Van 2002 tot 2010 was hij wethouder van Financiën en Aanbestedingen, Ruimtelijke Ordening, Milieu, Volkshuisvesting en Sociale Zaken in die gemeente. In die functie kreeg hij landelijke bekendheid met de behartiging van de AWACS-portefeuille. Van 2006 tot 2010 was hij tevens locoburgemeester. In 2010 werd hij wethouder van Financiën, Ruimtelijke Ordening, Volkshuisvesting, Monumentenbeleid, Verkeer en Vervoer en Openbare Werken in de voormalige gemeente Schinnen.
Per 21 januari 2011 werd Ubachs benoemd tot burgemeester van de gemeente Laarbeek. Zijn voorganger Hans Gilissen was in januari 2010 benoemd tot burgemeester van Venray en in de tussenliggende periode was Nellie Jacobs-Aarts waarnemend burgemeester van Laarbeek.
In oktober 2014 nam de gemeenteraad van Laarbeek na enkele incidenten een motie van wantrouwen tegen Ubachs aan. De burgemeester reageerde met een verklaring waarin hij aangaf dat zijn functioneren was beïnvloed door het feit dat hij zich al langere tijd geïntimideerd voelde en zich, naar zijn indruk, in een onveilige omgeving bevond. Hierop gelastte de commissaris van de Koning Wim van de Donk een onderzoek. Hangende het onderzoek trad Ubachs terug en werd Frans Ronnes benoemd als waarnemer.
De onderzoekscommissie bracht in januari 2015 rapport uit en stelde vast dat het inderdaad een onveilige en intimiderende omgeving was waarin Ubachs moest werken. De gemeenteraad was naar aanleiding van het rapport van mening dat Ubachs gerehabiliteerd zou moeten worden, maar dat het moeilijk zou zijn hem terug te laten keren als burgemeester van Laarbeek. Daarop besloot Ubachs om definitief terug te treden uit zijn functie. Zijn ontslag ging in per 1 maart 2015.
Ubachs was met ingang van mei 2016 benoemd tot waarnemend burgemeester van de gemeente Gulpen-Wittem. Begin 2017 werd Nicole Ramaekers-Rutjens door de gemeenteraad van Gulpen-Wittem voorgedragen om daar burgemeester te worden. In november 2017 werd Ubachs waarnemend burgemeester van Best. Met ingang van 11 december 2018 werd hij daar de kroonbenoemde burgemeester. Op 18 februari 2025 heeft hij zijn functie per direct neergelegd wegens gezondheidsproblemen.
Ubachs is gehuwd en heeft een dochter.